# Питома зовнішня поверхня вугілля

Питома зовнішня поверхня вугілля в залежності від діаметра вугільних зерен

Зовнішня поверхня вугільних зерен (аншліфи).

Питома зовнішня поверхня вугілля – питома зовнішня поверхня вугілля у дисперсному стані. Сумарна площа поверхні вугільних частинок, віднесена до одиниці об’єму або маси усього дисперсного твердого матеріалу. 
Зовнішня питома поверхня – сумарна поверхня, що утворена рівними ділянками, виступами та тріщинами, глибина яких менша від їх ширини.
Поверхня вугільних зерен суттєво "порізана" виступами, западинами, устями тріщин та капілярів тощо (див. рис.).